# Mesophyllum erubescens
Mesophyllum erubescens (Foslie) M.Lemoine, 1928  é o nome botânico  de uma espécie de algas vermelhas  pluricelulares do gênero Mesophyllum, subfamília Melobesioideae.
- São algas marinhas encontradas na África, Ásia, Austrália, Brasil e em algumas ilhas do Atlântico, Pacífico e Índico.

## Sinonímia
- Lithothamnion erubescens  Foslie, 1900
- Lithothamnion erubescens f. madagascarense   Foslie, 1901
- Lithothamnion erubescens f. haingsisianum   Weber-van Bosse & Foslie, 1901
- Lithothamnion erubescens f. subflabellatum   Foslie, 1904
- Lithothamnion madagascarense   (Foslie) Foslie, 1906
- Mesophyllum madagascarense   (Foslie) Adey, 1970